# Degia bipunctata
Degia bipunctata is een vlinder uit de familie van de zakjesdragers (Psychidae). De wetenschappelijke naam van de soort is voor het eerst geldig gepubliceerd in 2009 door Thomas Sobczyk.
Het mannetje heeft een spanwijdte van 20 tot 22 millimeter en antennes van 4 millimeter. Op de voorvleugel bevinden zich twee donkere vlekjes, waarnaar de wetenschappelijke naam bipunctata verwijst. Het vrouwtje is niet beschreven.
De soort is alleen bekend uit Indonesië. 

## Type
- holotype: "male, 4.VIII.1998. leg. E.W. Diehl"
- instituut: ZSM, München, Duitsland
- typelocatie: "Indonesia, Sumatra Utara, Sungei Kopas Island"

## Ondersoorten
- Degia bipunctata bipunctata
- Degia bipunctata siberutensis Sobczyk, 2009[2]
  - holotype: "male, 1.-28.II.2005. leg. Jakl"
  - instituut: ZSM, München, Duitsland
  - typelocatie: "Indonesia, Mentawai Island, Siberut, Saidanu, 1°14'S, 98°50'E, ca. 200 m"